# فورمولا إي
فورمولا إي هي سباق سيارة ذات مقعد للسيارات الكهربائية فقط.أنطلقت أول نسخة للمسابقة في بكين في سبتمبر 2014.
هي بطولة رياضة السيارات ذات المقعد الواحد للسيارات الكهربائية. تم تصميم المسلسل في عام 2011 في باريس من قبل رئيس الاتحاد الدولي للسيارات جان تود ورجل الأعمال الإسباني أليخاندرو عجاج، وهو أيضًا الرئيس الحالي لشركة فورمولا إي القابضة. أقيم سباق البطولة الافتتاحي في بكين في سبتمبر 2014. منذ عام 2020، تتمتع السلسلة بمركز بطولة العالم للاتحاد الدولي للسيارات.
منذ موسم 2020-21، تعد فورمولا إي إحدى بطولات الاتحاد الدولي للسيارات، مما يجعلها أول سلسلة سباقات ذات مقعد واحد خارج فورمولا 1 تُمنح مكانة بطولة العالم.

## تاريخ
اقترح جان تود، رئيس الاتحاد الدولي للسيارات، الاتحاد الدولي للسيارات (FIA)، اقتراح بطولة لسباق السيارات الكهربائية ذات المقعد الواحد في المدينة، وتم تقديمه إلى السياسيين أليخاندرو أجاج وأنطونيو تاجاني والممثل الإيطالي تيو تيوكولي في مأدبة عشاء في مطعم إيطالي صغير في العاصمة الفرنسية باريس يوم 3 مارس 2011.    ركز موقع تجاني على كهربة صناعة السيارات ، وتقليل انبعاثات ثاني أكسيد الكربون وإدخال الأنظمة الهجينة والكهربائية. أيد أجاج اقتراح تود بعد أن ناقش الأخير فتح عطاء من الاتحاد الدولي للسيارات لتنظيم السلسلة. قال أجاج لتود إنه سيتولى المهمة بسبب خبرته السابقة في التفاوض على العقود مع محطات التلفزيون والرعاية والتسويق.
منذ موسم 2020-21، تعد فورمولا إي إحدى بطولات الاتحاد الدولي للسيارات ، مما يجعلها أول سلسلة سباقات ذات مقعد واحد خارج فورمولا 1 تُمنح مكانة بطولة العالم.

## أنظمة

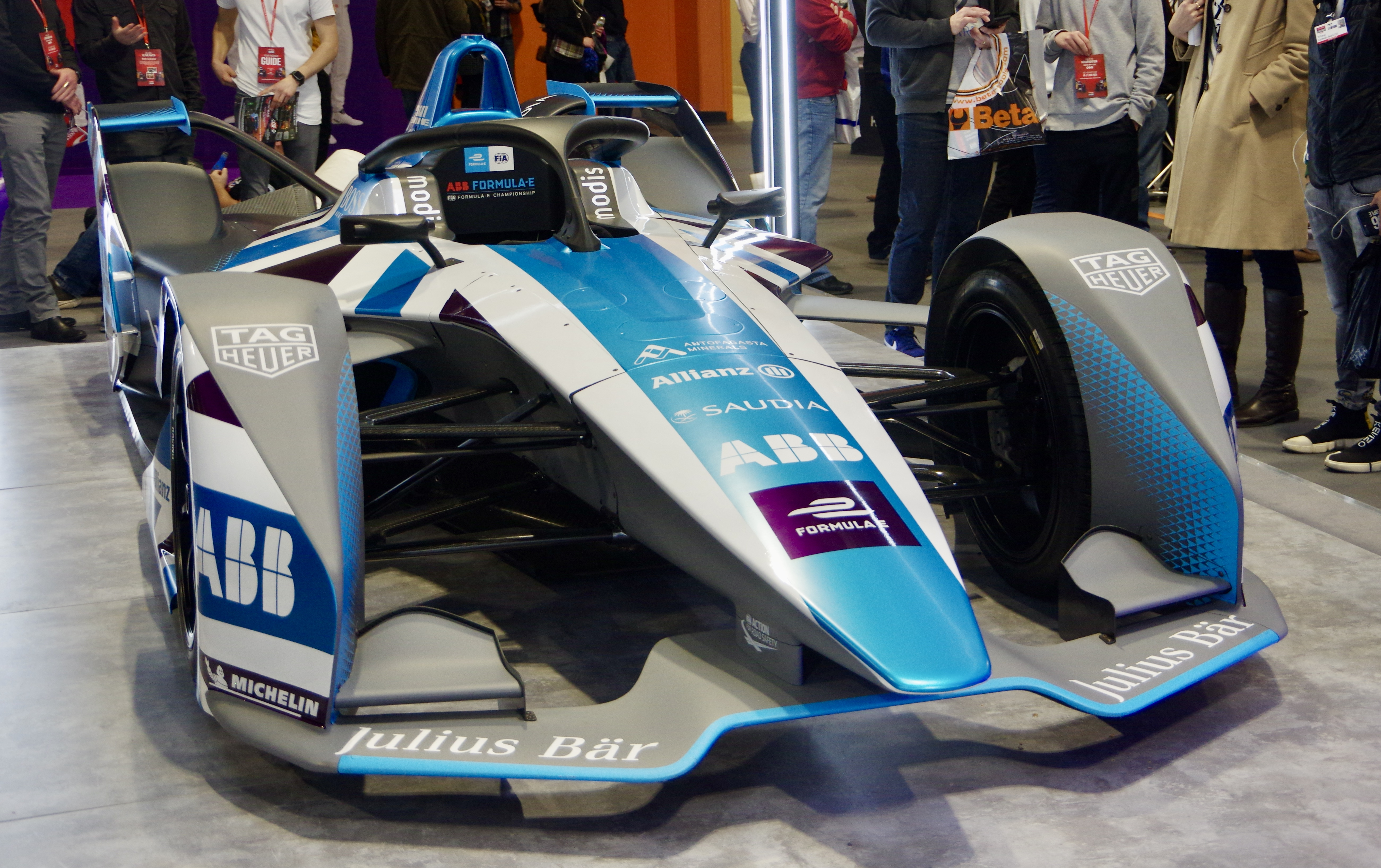
السيارة التجريبية سبارك SRT05e في معرض أوتوسبورت الدولي 2020

يتنافس على بطولة الفورمولا إي حاليًا اثني عشر فريقًا مع سائقين لكل منهما. تتميز هذه الرياضة بسيارات سباق تعمل بالطاقة الكهربائية تشبه في أسلوبها سيارات الدفع الرباعي الهجين في الفورمولا واحد. تجري السباقات عمومًا في دوائر شوارع مؤقتة بوسط المدينة، من 1.9 إلى 3.4 كيلومتر (1.2 إلى 2.1 ميل) طويل.

### تنسيق يوم السباق
تبدأ جميع الأحداث بجلستين تدريب في الصباح: جلسة افتتاحية مدتها 45 دقيقة تليها جلسة أخرى مدتها 30 دقيقة. خلال هذه الجلسات ، يتمتع السائقون بحرية استخدام خرج الطاقة المؤهل الكامل حاليًا 250كيلوواط.
تتم جلسة التأهيل في وقت لاحق من اليوم وتستمر حوالي ساعة واحدة. السائقون مقسمون إلى أربع مجموعات من ستة ، كل مجموعة بها ستة دقائق لتحديد أفضل لفة لهم. تتكون المجموعة الأولى من ستة سائقين يقودون البطولة حاليًا، يليهم الستة التاليون في البطولة، إلخ. يُعد هذا بمثابة عائق صغير لأفضل السائقين، لأن ظروف المسار تتحسن بشكل عام خلال الجلسة. القوة الكاملة 250 كيلوواط متاح طوال فترة التأهيل. منذ الموسم الثاني، خرج أسرع ستة سائقين مرة أخرى، واحدًا تلو الآخر، في ركلات الترجيح لتحديد المراكز الستة الأولى في الشبكة.
السباق نفسه مضبوط على 45 دقيقة بالإضافة إلى لفة واحدة. خلال المواسم الأربعة الأولى ، أوقف السائقون حفرة واحدة إلزامية لتغيير السيارات. مع تقديم سيارة Gen2، لم يعد هذا ضروريًا ، لأن البطارية تدوم طوال السباق. نظرًا لأن الإطارات المناسبة لجميع الأحوال الجوية مصممة لتدوم لسباق كامل ، فإن التوقفات في حفرة ما مطلوبة حاليًا فقط لتغيير إطار مثقوب أو لإجراء إصلاحات على السيارة. في وضع السباق ، يقتصر الحد الأقصى للطاقة حاليًا على 200 كيلوواط
من السياسات العامة المتسلسلة أن تبدأ خلف سيارة السلامة بمجرد سقوط بضع قطرات من المطر على سطح الحلبة ، حيث يعتبر من الخطورة على السائقين بدء السباقات في ظل هطول كميات قليلة من المطر.

### تسجيل النقاط
يتم منح النقاط إلى أفضل عشرة سائقين باستخدام نظام FIA القياسي (25-18-15-12-10-8-6-4-2-1). يتم أيضًا منح السائق الذي يؤمن المركز الأول 3 نقطة، في حين أن السائق الذي يعد أسرع لفة (إذا انتهى في المراكز العشرة الأولى) يتلقى أيضًا 1 نقطة (2 النقاط خلال الموسمين الأولين). بالإضافة إلى ذلك ، منذ الموسم السادس (2019-20)، يتم منح السائق الذي يحقق أسرع لفة خلال التصفيات الجماعية 1 هدف. تتكون البطولة من بطولة السائقين والفرق. يتكون إجمالي نهاية الموسم للسائق من أفضل النتائج للسائق. يتكون إجمالي الفريق من خلال احتساب نقاط السائقين طوال الموسم.
لكل سباق، يمكن للمشجعين التصويت لسائقهم المفضل عبر قنوات التواصل الاجتماعي المختلفة لمنحهم دفعة إضافية من القوة. يبدأ التصويت 6 قبل أيام من الحدث ويغلق بعد الافتتاح 15 دقائق من السباق. يتلقى كل من سائقين Fanboost الخمسة الفائزين دفعة إضافية من القوة يمكن استخدامها في نافذة مدتها 5 ثوانٍ خلال النصف الثاني من السباق.

### وضع الهجوم
مع الموسم الخامس ، تم تقديم ميزة تسمى Attack Mode ، حيث يتلقى السائقون 25 إضافيًا كيلوواط (35 كيلوواط في الموسم 6 و 7)  من الطاقة بعد القيادة في منطقة معينة من الحلبة خارج خط السباق . يتم تحديد مدة وضع التعزيز وعدد التعزيزات المتاحة قبل وقت قصير من كل سباق من قبل الاتحاد الدولي للسيارات لتقليل الوقت الذي يتعين على الفرق العثور على الإستراتيجية المثلى.  يجب تنشيط جميع أوضاع الهجوم في نهاية السباق ، ولكن لا داعي لاستخدامها (على سبيل المثال ، إذا تم تنشيط وضع الهجوم النهائي في اللفة قبل الأخيرة ، فلن تتم معاقبة السائق على استمرار تنشيطه في نهاية السباق. العنصر). إذا كانت هناك فترة صفراء كاملة للدورة التدريبية أو سيارة أمان ، فلن يُسمح بتنشيط وضع الهجوم. لكل دقيقة تحت سيارة الأمان أو FCY ، 1 تتم إزالة كيلووات ساعة من الطاقة من إجمالي الطاقة القابلة للاستخدام ، مما يمنح السائقين والفرق المزيد من أساليب إدارة الطاقة.

## سيارات

### سبارك رينو SRT_01E

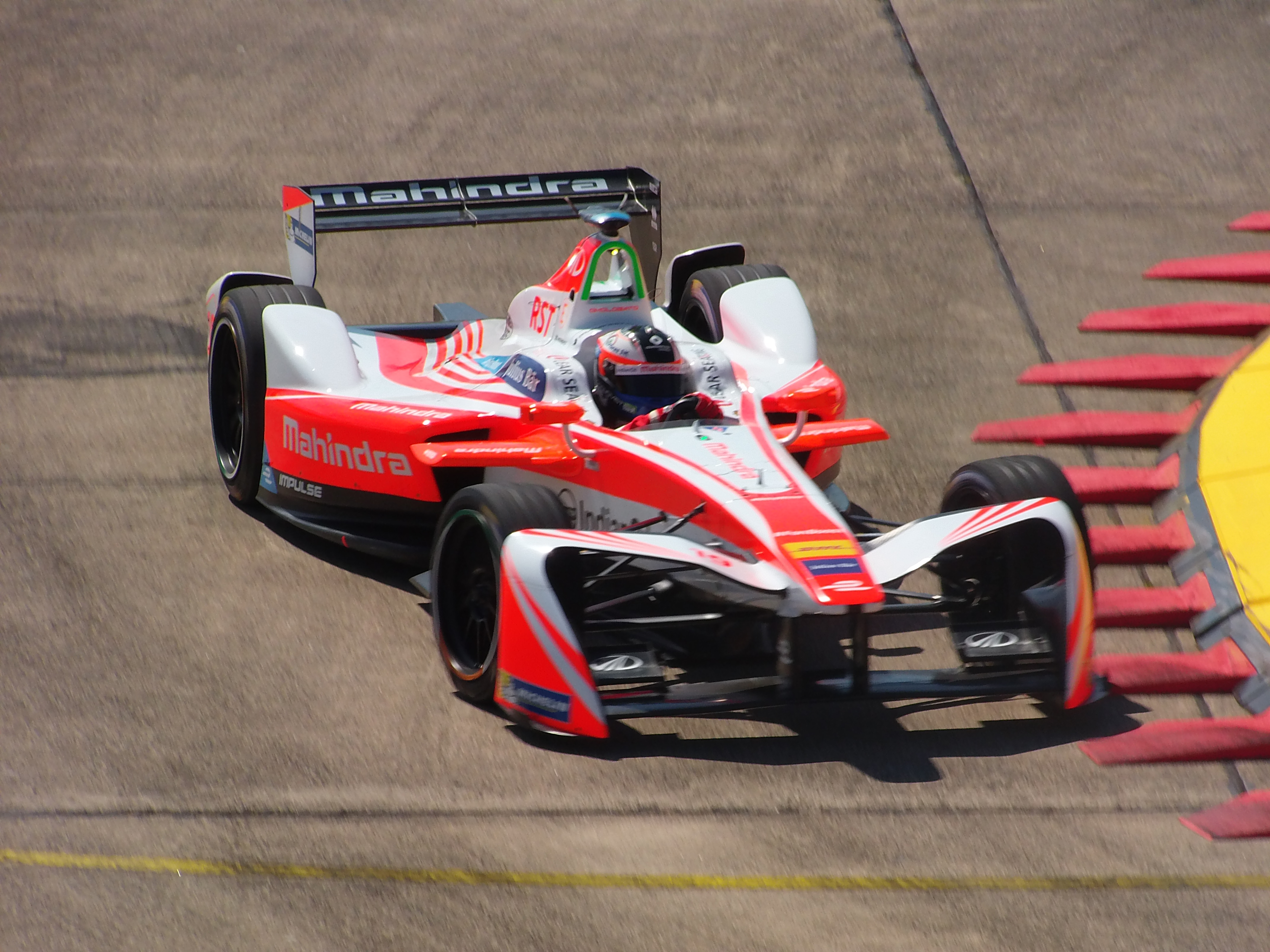
فيليكس روزنكفيست في 2017 Berlin ePrix ، يعرض الجناح الأمامي المحدث للموسم 3

في المواسم الأربعة الأولى، تم استخدام سيارة سباق كهربائية من صنع تقنية سباقات سبارك، تسمى سبارك رينو SRT 01E . تم تصميم الهيكل بواسطة دالارا، وتم إنشاء نظام بطارية بواسطة ويليامز للهندسة المتقدمة وتم استخدام علبة تروس هولندا بخمس سرعات. ميشلان كانت المورد الرسمي للإطارات.   للموسم الأول، طلبت السلسلة 42 سيارة كهربائية. تم توفير 4 سيارات لكل فريق من الفرق العشرة وتم الاحتفاظ بسيارتين لأغراض الاختبار.
كانت أول سيارة فورمولا إي تتمتع بقوة 250 حصان (190 كـو). كانت السيارة قادرة على التسارع من 0 إلى 100 كيلومتر في الساعة (0 إلى 62 ميل/س) في 3 ثوانٍ وبسرعة قصوى تبلغ 225 كيلومتر في الساعة (140 ميل/س). يتم تشغيل المولدات المستخدمة لإعادة شحن البطاريات بواسطة الجلسرين ، وهو منتج ثانوي لإنتاج الديزل الحيوي. 
في الموسم الأول، استخدمت جميع الفرق محركًا كهربائيًا طورته شركة ماكلارين (نفس المحرك المستخدم في سيارتها الخارقة P1 ). ولكن منذ الموسم الثاني ، يمكن لمصنعي المحركات بناء محرك كهربائي خاص بهم، وعاكس، وعلبة تروس، ونظام تبريد؛ بقي الهيكل والبطارية على حالهما. كان هناك تسعة مصنّعين يصنعون مجموعات نقل الحركة لموسم 2016-2017:أندريتي تكنولوجيز وماهيندرا ريسينغ وبينسكي ورينو وفينتوري. 

### سيارة Gen2

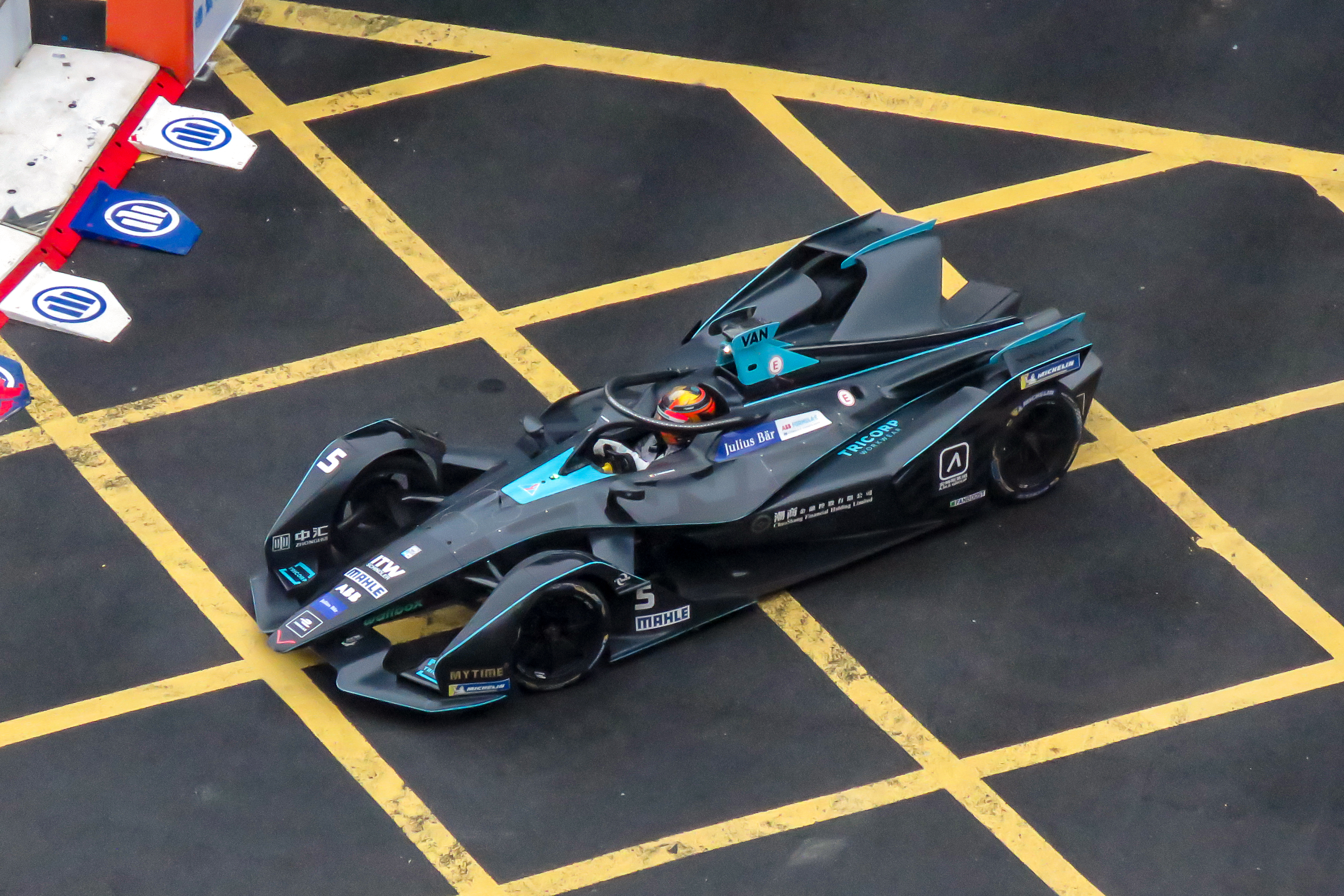
ستوفيل فاندورن يقود سيارة Gen2 فورمولا إي في معرض هونغ كونغ ePrix 2019

صيغة الجيل الثاني ("Gen2")تم تقديم السيارة في موسم 2018-19 وتتميز بتطورات تكنولوجية كبيرة مقارنة بسيارة سبارك رينو SRT 01E السابقة - وهي 54 ارتفاع طاقة البطارية وخرج الطاقة من 200 كيلو وات في الساعة كيلوواط إلى 250 كيلوواط وسرعة قصوى ترتفع إلى حوالي 280 كم / ساعة (174 ميلا في الساعة). كما شهد وصول سيارة Gen2 نهاية لسلسلة مقايضات السيارات في منتصف السباق.  تم تجهيز السيارات الجديدة بأنظمة فرامل بريمبو، التي اختارتها تقنية سباقات سبارك كمورد وحيد.  تم تجهيز السيارات الجديدة أيضًا بهالة، وهي عبارة عن قفص أمان على شكل حرف T مصمم لحماية رأس السائق في حالة الاصطدام وعن طريق انحراف الأجسام الطائرة. لا تزال ميشلان تعمل كشركة مصنعة للإطارات، حيث تقوم بتوريد الإطارات المطاطية في جميع الأحوال الجوية.

### سيارة Gen3 (من 2022)
صيغة Gen3 من المقرر تقديم سيارة E للموسم التاسع للفورمولا إي (2022–23). من المتوقع أن تكون مستويات الطاقة للسيارة 350 كيلوواط في التأهيل و 300 kW في السباق، بينما يُسمح بمستويات التجديد على كلتا الجبهتين (250 kW) والمؤخرة (350kW) بحد أقصى 600 انتعاش كيلوواط تحت الكبح. سيتم تصميم البطارية أيضًا لتكون قادرة على التعامل مع «الشحن السريع» بمعدلات تصل إلى 800 كيلوواط، مما يسمح بإعادة الشحن في البطولة لأول مرة. في يوليو 2020، تم الإعلان عن أن تقنية سباقات سبارك ستبني الهيكل وتزود المحور الأمامي MGU، وتقوم شركة ويليامز للهندسة المتقدمة بتزويد البطارية، وتقوم شركة إطارات هنكوك بتوريد إطارات مناسبة لجميع الأحوال الجوية تشتمل على مواد حيوية ومطاط مستدام.

### سيارة أمان
منذ عام 2014، تم استخدام بي إم دبليو آي 8 الهجينة القابلة للشحن كسيارة أمان فورمولا إي. في موسم 2019-20 وموسم 2020-21، تم استخدام نسختين: أحدهما بسقف والآخر بدون سقف.
بدءًا من طراز Rome ePrix لعام 2021، يتم استخدام ميني كهربائي (يُطلق عليه اسم عداد السرعة الكهربائي بواسطة JCW) كسيارة أمان لسباقات محددة.

## مواسم

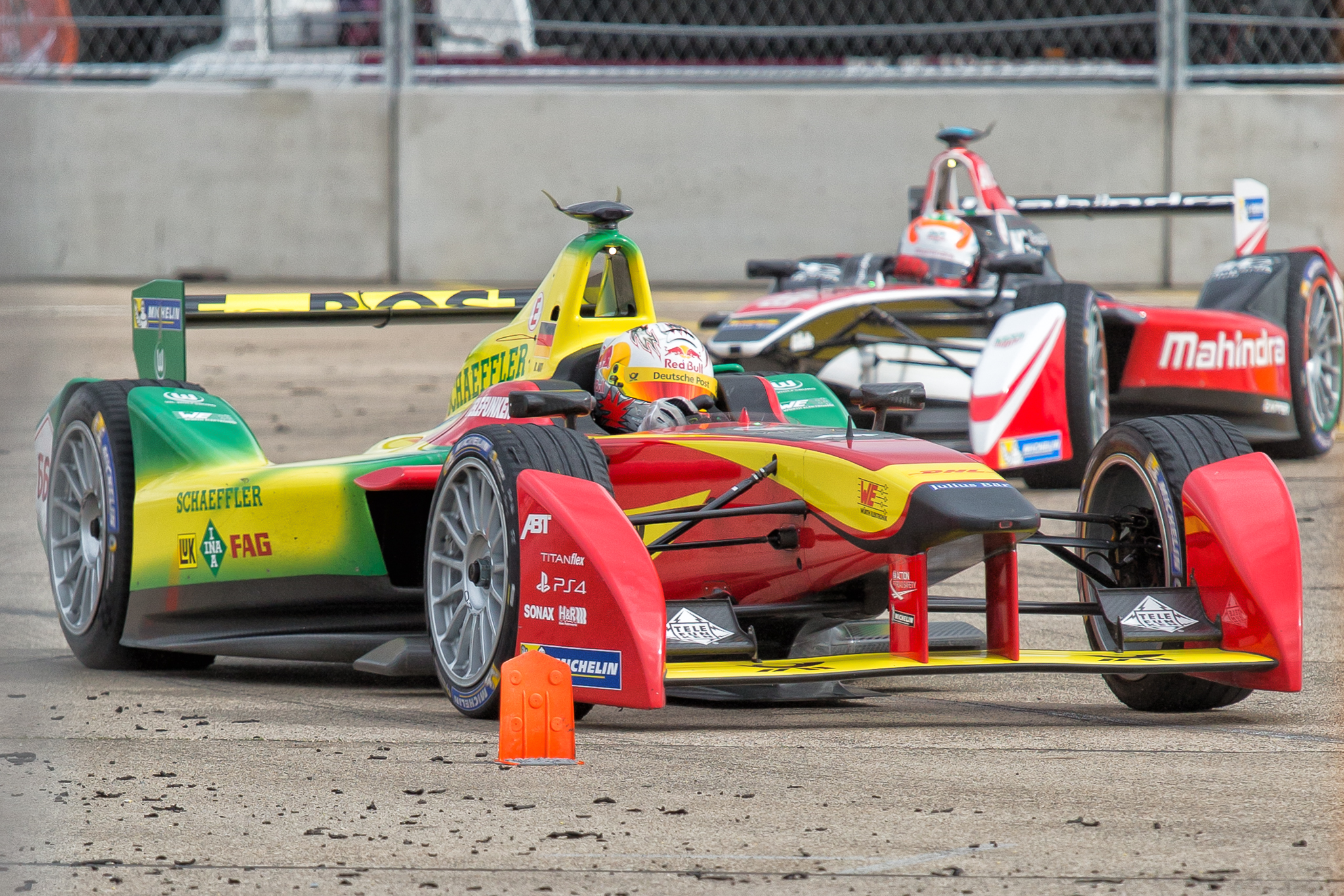
دانيال أبت خلال 2015 Berlin ePrix.

### 2014-15
تألف التقويم من 11 سباقًا أقيمت في 10 مدن مضيفة مختلفة: بكين، بوتراجايا، بونتا ديل إستي، بوينس آيرس، لونج بيتش، ميامي، مونتي كارلو، برلين، موسكو وأخيراً لندن، حيث أقيمت آخر جولتين من البطولة.
فاز لوكاس دي غراسي بسباق الفورمولا إي الأول في حلبة بكين الأولمبية الخضراء في 13 سبتمبر 2014، بعد تحطم نيك هايدفيلد ونيكولاس بروست في الزاوية الأخيرة. خلال الموسم، كان هناك 7 فائزين مختلفين: سيباستيان بويمي (ثلاث مرات) ، سام بيرد (مرتين) ، نيلسون بيكيه جونيور (مرتين) ، أنطونيو فيليكس دا كوستا، نيكولاس بروست، جيروم دامبروسيو ولوكاس دي. غراسي. تم تحديد البطولة مع السباق الأخير في لندن، حيث أصبح نيلسون بيكيت جونيور أول بطل في بطولة فورمولا إي ، متقدمًا بنقطة واحدة فقط على سيباستيان بويمي . حظي كل من بيكيه وبويمي ودي غراسي بفرصة نظرية للفوز باللقب في الجولة الأخيرة. وحُسمت بطولة الفريق في السباق الثاني إلى الأخير، حيث فاز إي.دامس رينو (232 نقطة) على دراجون ريسينغ (171 نقطة) الذي تفوق على إيه بي تي في الجولة الأخيرة من البطولة.

### 2015–16
بدأ الموسم الثاني من فورمولا إي في أكتوبر 2015 وانتهى في أوائل يوليو 2016. يتكون التقويم من 10 سباقات في 9 مدن مختلفة. في هذا الموسم، تم تقديم ثمانية مصنّعين، سُمح لهم بتطوير مجموعات نقل حركة جديدة. فاز سيباستيان بويمي بالبطولة بفارق نقطتين فقط عن لوكاس دي غراسي بإحرازه أسرع لفة في السباق النهائي في لندن .

### 2016–17
كان موسم 2016-2017 FIA فورمولا إي هو الموسم الثالث من بطولة FIA فورمولا إي. بدأت في أكتوبر 2016 في هونغ كونغ وانتهت في يوليو 2017 في مونتريال. فاز لوكاس دي غراسي بالبطولة في السباق الأخير للموسم بفارق 24 نقطة عن سيباستيان بويمي وبفارق 54 نقطة عن السائق الصاعد فيليكس روزنكفيست صاحب المركز الثالث رينو إي. دافع فريق دامز بنجاح عن لقب بطولة الفريق.

### 2017-18
كان موسم 2017-18 الاتحاد الدولي للسيارات فورمولا إي هو الموسم الرابع من بطولة الاتحاد الدولي للسيارات فورمولا إي. بدأت في ديسمبر 2017 في هونغ كونغ وانتهت في يوليو 2018. انتزع جان إيريك فيرجن اللقب بسباق منقطع النظير في نيويورك من خلال احتلاله المركز الخامس بينما فشل منافس اللقب سام بيرد في تسجيل نقاط كافية لمواصلة القتال في السباق الأخير لهذا الموسم.
بعد النصف الأول الصعب من الموسم، تحسن فريق أودي ABT Schaeffler في الشوط الثاني وتخطى تكيتاح في السباق الأخير ليحصد لقب الفريقين بنقطتين.

### 2018-19

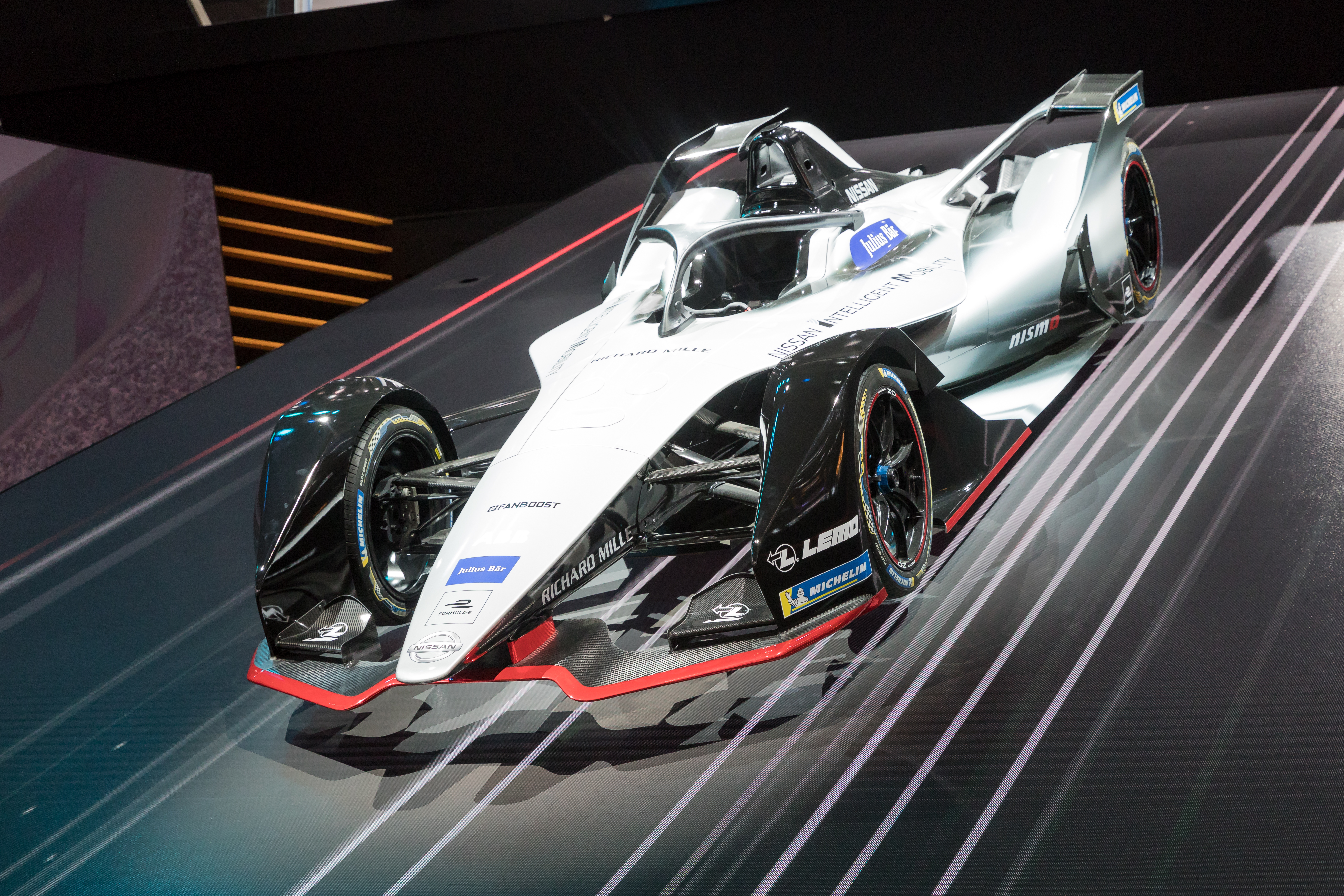
سيارة SRT05e في معرض جنيف للسيارات 2018 (في مفهوم سيارة نيسان) التي تم استخدامها من الموسم الخامس من فورمولا أي) فصاعدًا.

تم تقديم سيارة السباق Gen2 للموسم الخامس مع تحسن كبير في القوة والمدى ، وبالتالي القضاء على الحاجة إلى تغيير السيارات وإيقاف التوقف تمامًا باستثناء التلف. ومع ذلك، لا تزال السيارات عرضة لاستنفاد الطاقة إذا أدت الأعلام الحمراء وسيارات الأمان إلى إطالة السباقات. شهد Gen2 أيضًا إدخال نظام حماية السائق الهالة.  تم كشف النقاب عن السيارة في يناير 2018.

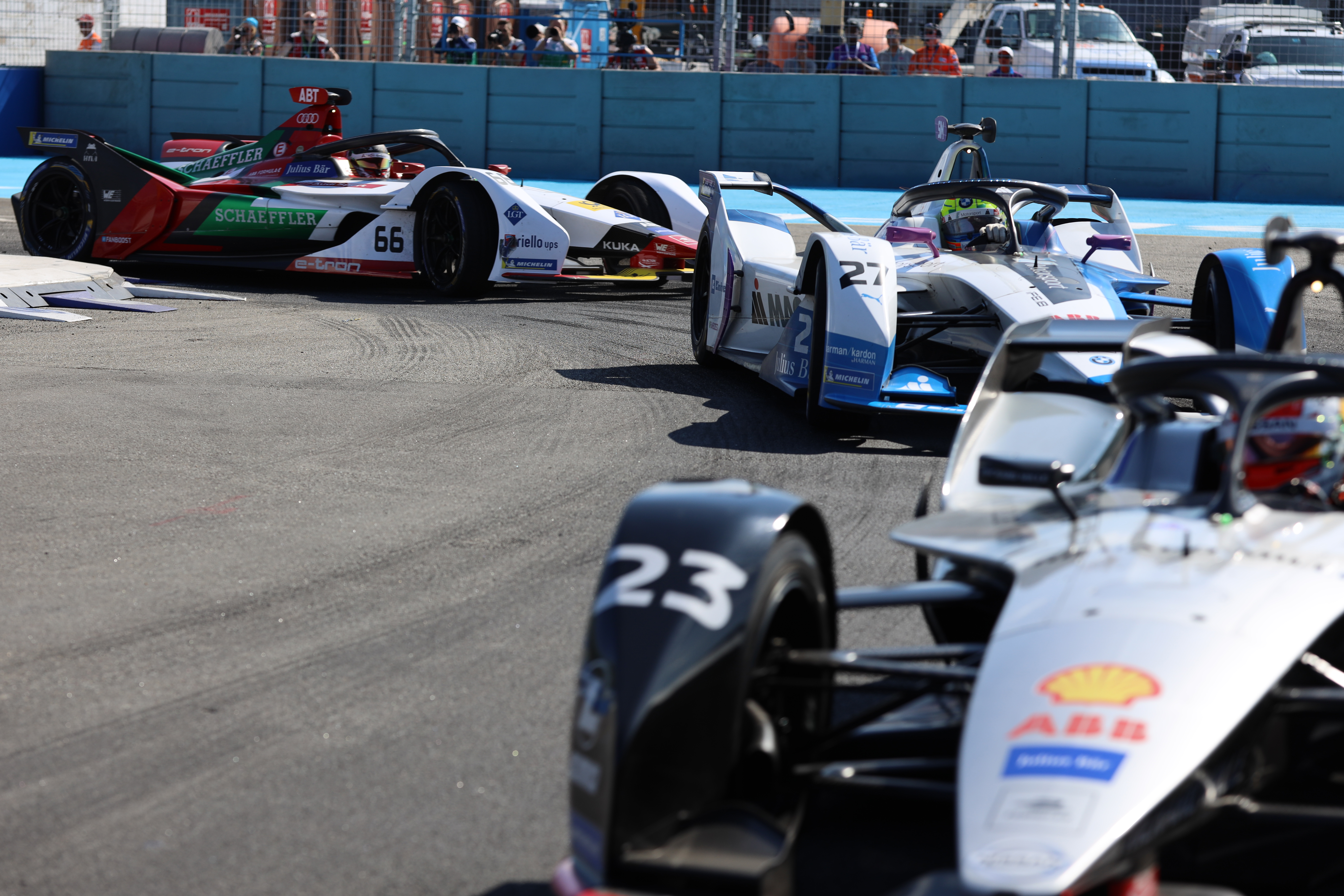
دانيال أبت يقود سيارة Audi Sport ABT شايلفر في سباق E-Prix لمدينة نيويورك 2019. أمامه ألكسندر سيمز عنأندريتي أوتوسبورت وسيباستيان بويمي عن نيسان.

كان 2019 هونغ كونج ePrix هو السباق الخمسين لسباق فورمولا إي منذ إنشائه في 2014. تسابقت الفورمولا إي في 20 مدينة، عبر القارات الخمس، وشهدت 13 شركة تصنيع عالمية تلتزم بالسلسلة. بدأ أربعة سائقين جميع سباقات فورمولا إي الخمسين: لوكاس دي غراسي، سام بيرد، دانيال أبت وجيروم دامبروسيو.
بعد السباق الأول في مدينة نيويورك، فاز جان إريك فيرجني ببطولة فورمولا إي الثانية، ليصبح أول سائق يفوز بأكثر من لقب بطولة ، ولقب بطولة متتاليين. فاز تكيتاح بأول بطولة صانع لهم.

### 2019-20
للموسم السادس من فورمولا إي، انضم مصنعان آخران إلى السلسلة: مرسيدس بنز وفريق بورش فورمولا إي.  تم إدخال عدد من التغييرات على القواعد للبطولة، وأبرزها خصم الطاقة الصالحة للاستخدام تحت ظروف السيارة الآمنة وظروف دورة كاملة صفراء، مع خصم الطاقة للسائقين عند 1kWh في الدقيقة. بسبب جائحة فيروس كورونا، تم تعليق البطولة في مارس 2020 وتم إلغاء جميع السباقات المجدولة في النهاية.  اكتمل الموسم في أغسطس بستة سباقات في حلبة شارع مطار تمبلهوف في برلين على ثلاثة تخطيطات مختلفة (سباق على التصميم العكسي ، وسباق على التصميم العادي ، وسباق بتصميم جديد ممتد) مع سباقين لكل منهما. 
كان بطل الموسم هو أنطونيو فيليكس دا كوستا الذي انتزع لقبه الأول قبل سباقين. أصبح تكيتاح بطلاً للفريق للمرة الثانية على التوالي.

### 2020-21
بدءًا من موسمها السابع، مُنحت بطولة فورمولا إي لقب بطولة العالم للاتحاد الدولي للسيارات ، نظرًا لاستيفائها لمعايير وجود أربعة متنافسين في السباقات المصنعة في ثلاث قارات منذ موسم 2015-16. كان من المقرر في الأصل عرض عملية شد الوجه لسيارة Spark Gen2 التي تسمى Gen2 EVO، في هذا الموسم ، ولكن تم تأجيلها لاحقًا وإلغائها في النهاية بسبب جائحة فيروس كورونا.
في أواخر عام 2020، أعلنت أودي وبي إم دبليو انسحابهما من فورمولا إي بعد موسم 2020-21، على الرغم من أن بي إم دبليو سمحت لأندريتي أوتوسبورت باستخدام مجموعة نقل الحركة خلال الموسم التالي.
انتهى الموسم في أغسطس 2021 بـ 15 سباقًا. نال نيك دي فريس لقب بطل العالم الأول بعد فوزه بسباقين ، بينما فاز مرسيدس- إي كيو ببطولة الفرق.

## روابط خارجية
- الموقع الرسمي
- FIAformulaE، وFIAFormulaEعلى تويتر.
- And We Go Green على يوتيوب (Formula E Channel)